# 2024년 하계 올림픽 베네수엘라 선수단
2024년 하계 올림픽 베네수엘라 선수단은 2024년 7월 26일부터 8월 11일까지 프랑스 파리에서 열리는 2024년 하계 올림픽에 참가한 올림픽 베네수엘라 선수단이다.

## 출전 선수
| 종목   | 남자 | 여자 | 전체 |
| ------ | ---- | ---- | ---- |
| 레슬링 | 2    | 3    | 5    |
| 복싱   | 1    | 1    | 2    |
| 사격   | 2    | 0    | 2    |
| 사이클 | 1    | 0    | 1    |
| 수영   | 2    | 1    | 3    |
| 승마   | 1    | 1    | 2    |
| 역도   | 2    | 3    | 5    |
| 유도   | 0    | 1    | 1    |
| 육상   | 2    | 4    | 6    |
| 펜싱   | 4    | 1    | 5    |
| 태권도 | 1    | 0    | 1    |
| 전체   | 18   | 15   | 33   |

## 메달 집계
| 종목 | 1 | 2 | 3 | 합계 |
| 종목 | ' | ' | ' | '    |
| 종목 | ' | ' | ' | '    |
| 종목 | ' | ' | ' | '    |
| 합계 | ' | ' | ' | '    |

## 종목별 성적

### 레슬링
남자
- 라이베르 로드리게스
- 안토니 몬테로

여자
- 아스트리드 몬테로
- 베트사베트 아르궤요
- 솔레이미 카라바요

### 복싱
남자
- 헤수스 코바

여자
- 오마일린 알칼라

### 사격
남자
- 도글라스 고메스
- 레오넬 마르티네스

### 사이클
남자

### 수영
남자
- 알베르토 메스트레
- 알폰소 메스트레

여자
- 마리아 예그레스

### 승마
- 루이스 페르난도 라라사발
- 파트리시아 페란도

### 역도
남자
- 훌리오 마요라
- 케이도마르 바예니야

여자
- 아니엘린 베네가스
- 카테린 에찬디아
- 나리우리 페레스

### 유도
여자
- 안리켈리스 바리오스

### 육상
남자
- 호세 안토니오 마이타
- 레오단 토레알바

여자
- 로사 로드리게스
- 요베이니 모타
- 호셀린 브레아
- 로베일리스 페이나도

### 태권도
남자
- 요안드리 그라나도

### 펜싱
남자

여자
- 카테리네 파레데스

## 같이 보기
- 2024년 하계 올림픽